# Pgr Jalu Jalu
Pgr Jalu Jalu is een bestuurslaag in het regentschap Padang Lawas van de provincie Noord-Sumatra, Indonesië. Pgr Jalu Jalu telt 445 inwoners (volkstelling 2010).